# Alvéola-do-japão
A alvéola-do-japão (Motacilla grandis) é uma espécie de ave da família Motacillidae.
Pode ser encontrada nos seguintes países: China, Japão, Coreia do Norte, Coreia do Sul, Rússia e Taiwan.